# Động đất Oklahoma 2011
Động đất Oklahoma 2011 (tiếng Anh: 2011 Oklahoma earthquake) là trận động đất xảy ra vào lúc 22:53 (theo giờ địa phương), ngày 6 tháng 11 năm 2011. Trận động đất có cường độ 5.7 richter, tâm chấn độ sâu khoảng 5,2 km. Hậu quả trận động đất đã làm hai người bị thương.